# Fristående

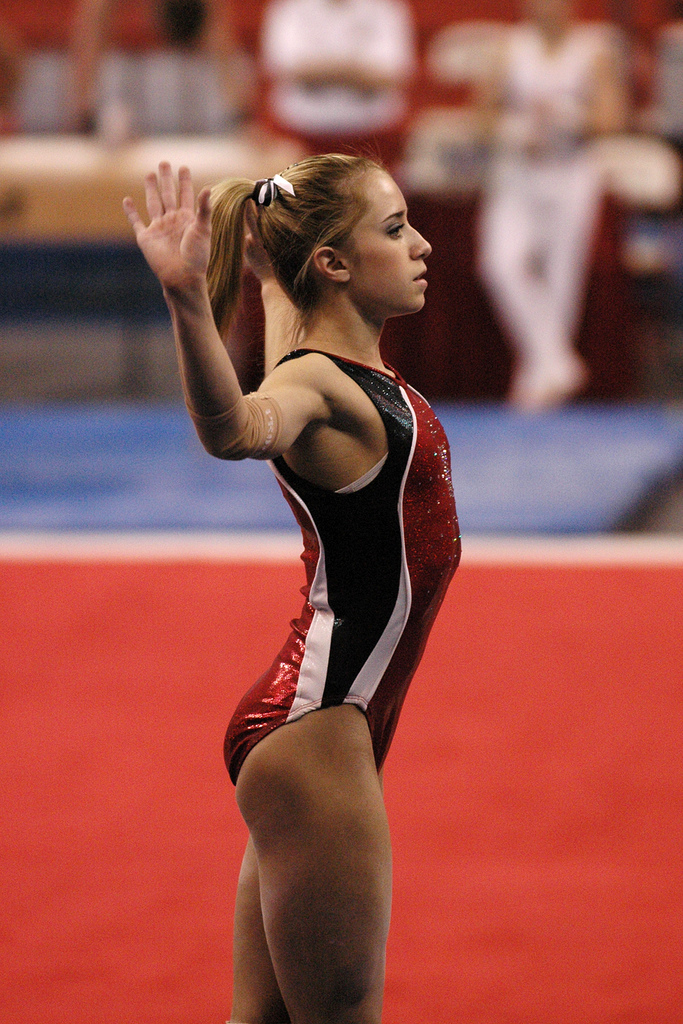
En amerikansk gymnast utför fristående.

Fristående är en gymnastikgren som ingår i både den manliga och kvinnliga artistiska gymnastiken. På individuell nivå utövas friståendet av en ensam gymnast på mjuk, kvadratisk matta och utgörs till största delen av volter och andra gymnastiska moment. 
På truppgymnastiknivå är fristående också en egen gren, men utövas av hela det tävlande laget, vanligtvis mellan 6 och 16 personer. Obligatoriska moment är bland annat piruett, styrkemoment, balansmoment, hopp, kombination och gymnastiska övningar. Bedömningspunkterna inbegriper då följande:
- Överensstämmelse i truppens arbete till en enhet
- Korrekta placeringar i valda formationer
- God teknik i de enskilda övningar/rörelser
- God kroppshållning
- Samtidighet när så avses
- Utstrålning i förhållande till musikens karaktär